# Säulentestament
| Tibetische Bezeichnung                       |
| -------------------------------------------- |
| Tibetische Schrift: བཀའ་ཆེམས་ཀ་ཁོལ་མ་          |
| Wylie-Transliteration: bka' chems ka khol ma |
| Chinesische Bezeichnung                      |
| Vereinfacht: 柱间史 柱间遗教                 |
| Pinyin:Zhujian shi Zhujian yijiao            |

Das sogenannte Säulentestament ist ein tibetischer Text aus dem 11. Jahrhundert, der ältere Textpassagen enthält. Er wird traditionell dem tibetischen König Songtsen Gampo zugeschrieben. Er soll in einer Säule im Jokhang in Lhasa versteckt und im Jahr 1049 von Atisha (982–1054) als Terma entdeckt worden sein. Viele spätere Texte zur tibetischen Geschichte, wie beispielsweise das Freudenfest der Gelehrten (mkhas pa'i dga' ston) des Pawo Tsuglag Threngwa, stützen sich auf ihn. Die Lebensgeschichte des Songtsen Gampo wird darin relativ detailliert erzählt. 
Das Säulentestament schreibt Thonmi Sambhota die Erfindung der tibetischen Schrift zu.
Die Erforschung dieses Textes dauert an.

## Ausgaben

### Tibetisch
- Smon lam rgya mtsho (Hrsg.): bKa' chems ka khol ma. Lanzhou: Kan su'u mi rigs dpe skrun khang 1989.

### Nachschlagewerke
- Dan Martin, Yael Bentor (Hg.): Tibetan Histories: A Bibliography of Tibetan-Language Historical Works (London, Serindia 1997), ISBN 0906026431 (Nr. 4) - (Addenda et Corrigenda)
- Zangzu da cidian. Lanzhou 2003

#### Textauszüge
- Hiltrud Linnenborn: Die frühen Könige von Tibet und ihre Konstruktion in den religiösen Überlieferungen. 2004 (Online-Auszug)